# Мямліна Людмила Іванівна
Людмила Іванівна Мямліна (8 квітня 1914, Волоконовка — 9 липня 1992, Київ) — українська зоотехнік-селекціонерка племрадгоспу Матусівського цукрового комбінату Шполянського району Черкаської області, Герой Соціалістичної Праці (07.03.1960).

## Біографія

### Юність

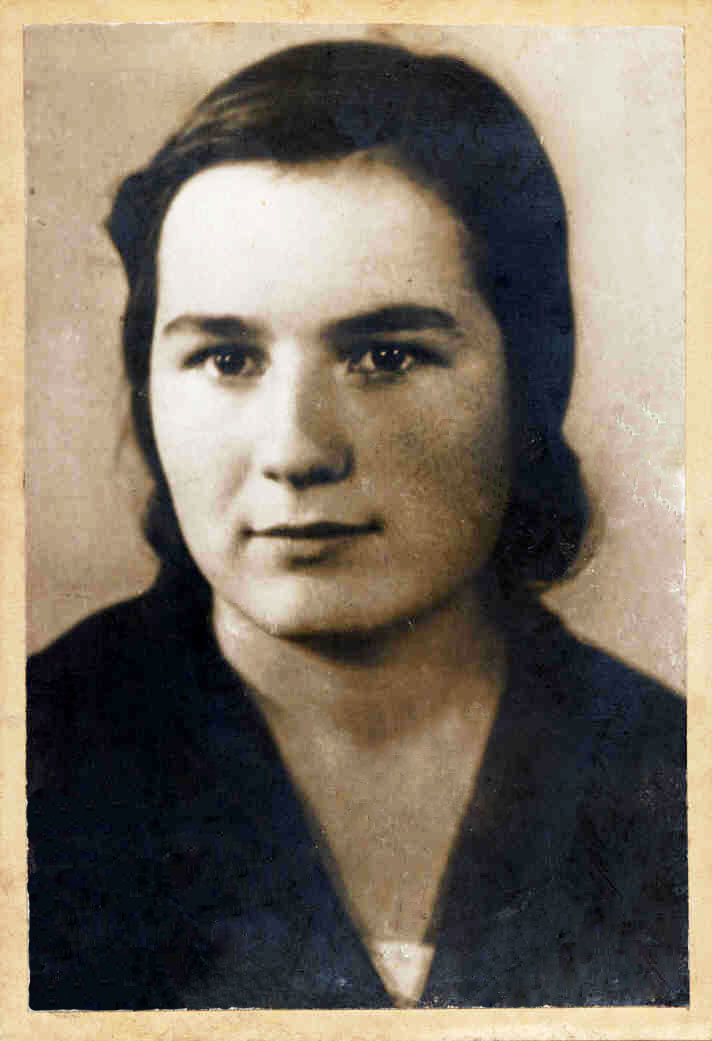
Мямліна Л. І. в молодості

Народилась 14 січня (1 січня по старому стилю) 1914 року на залізничній станції Ворожба (в пристанційному селищі) в Сумській області (тоді губернії). Її мати померла відразу після її народження, від гарячки. Батько — Мямлін Іван Гаврилович був залізничним черговим на станції, а потім начальником станції. Сьогодні на станції є мармурова дошка, на якій вибиті прізвища всіх начальників станції, з моменту її заснування. Є там і прізвище Мямліна Івана Гавриловича.
У 1928 році Людмила Іванівна закінчила семирічну школу в найближчому до Ворожбі великому населеному пункті Білопілля, і поступила на перший курс «бурякового» технікуму в м. Суми (Технікум буряківництва). В цей же час (1929 року) у Білій Церкві за постановою Ради Народних Комісарів з метою підготовки фахівців з вищою освітою для сільського господарства був створений Білоцерківський сільгоспінститут. Перший набір студентів цього інституту був сформований з кращих учнів різних технікумів сільськогосподарського профілю та рабфаков.
Таким чином Людмила Іванівна, будучи відмінницею, з кількома своїми подругами, з першого курсу Сумського технікуму зараховується на перший курс інституту в Білій Церкві. Сюди ж з другого курсу Білоцерківського зооветеринарного технікуму перевели Михайла Андрійовича Потіху (майбутнього чоловіка Людмили Іванівни). Так вони потрапили на зоотехнічний факультет Білоцерківського сільськогосподарського інституту, який закінчили в 1934 (5) році.
З 1933 року (виробнича практика і потім, після закінчення, у напрямку) Людмила Іванівна працює в Весело-Подолянському племінному радгоспі Полтавської області зоотехніком-селекціонером. Першою вчителькою (наставницею) Людмили Іванівни на виробництві була знаменита на початку століття жінка-селекціонер, колишня графиня Лощинська, яка ще на початку століття закінчила в Києві вищі жіночі курси з природничих наук. Лощинську в 1937 році репресували і розстріляли, як чужий пролетаріату елемент. Наукову діяльність, розпочату разом з Лощинською, продовжувала Людмила Іванівна. Це була робота по створенню української гілки в червоній німецькій породі великої рогатої худоби. Такі роботи, як правило, тривали дуже довго (10-20 років).

### Воєнні роки

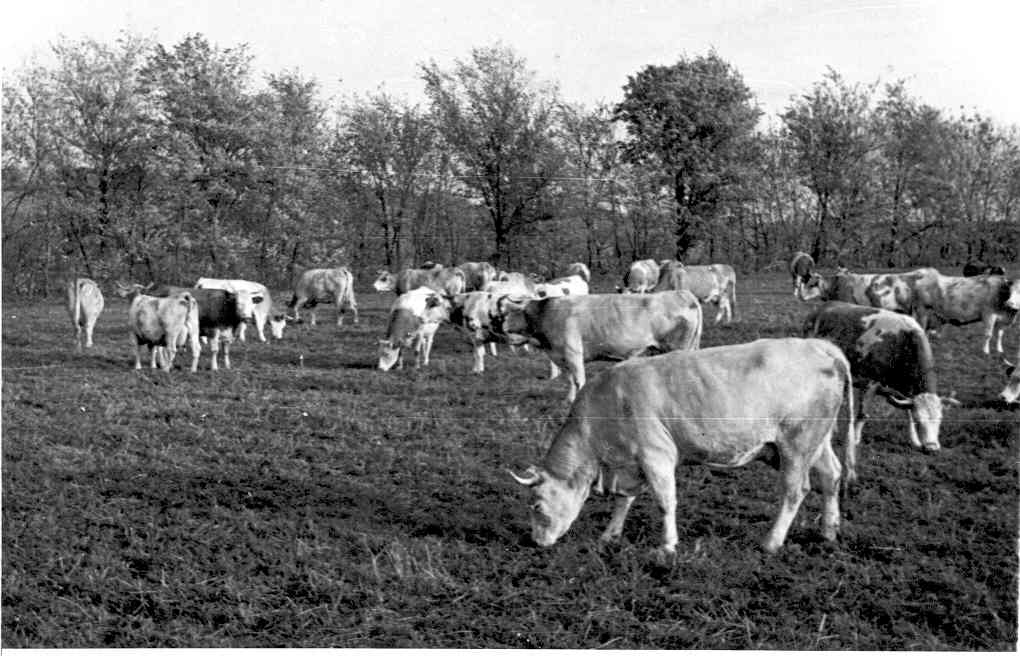
Племінні корови

В 1941 році, після початку війни, стадо з Веселого Подолу було евакуйовано в Казахську РСР (м. Джамбул), а в 1944 році, після звільнення півдня України від німців, повернуто в Миколаївську область. І тепер в південних областях України ця порода корів є домінуючою. Вона була стандартизована як українська червоно-степова порода, яка дуже пристосована до південно-українського степового клімату.

### Трудові досягнення

Могила Людмили Мямліної та її родини, Байкове кладовище

У 1944 році, після повернення в Україну, Людмилу Іванівну направили в с. Матусів Шполянського р-ну Черкаської області зоотехніком племінного радгоспу. Туди ж головним зоотехніком призначили її чоловіка М. А. Потіху, який повернувся з війни після поранення. Їм було доручено на базі української і трофейної худоби симентальської породи (зі Швейцарії) створити пристосоване до українського клімату стадо (українську гілку симентальської породи, яка спочатку виведена в швейцарських і австрійських Альпах). Ця робота була закінчена в 1961 році, коли Людмила Іванівна, Михайло Андрійович і ряд інших учасників роботи отримали авторське свідоцтво (на укр. гілку).
За сукупність робіт по виведенню української червоно-степової породи та української гілки симентальської породи Людмилі Іванівні присвоїли звання Героя Соціалістичної Праці (в 1960 році), а в інституті, який вона закінчила, і в якому з 1967 року працювала викладачем до самої пенсії, встановлений її барельєф на алеї слави випускників. Михайло Потіха за матеріалами роботи по симентальській породі захистив дисертацію і також працював в Білоцерківському сільгоспінституті викладачем.
Померла на 79-му році життя 9 липня 1992 року. Похована разом з родиною у Києві, на Байковому кладовищі (ділянка № 49а, 50°25′1.55″ пн. ш. 30°30′4.7″ сх. д. / 50.4170972° пн. ш. 30.501306° сх. д.).

## Родина
- Чоловік — науковець-зоотехнік, учасник німецько-радянської війни Михайло Потіха (1912—1996).
  - Син — радіоінженер, державний діяч Володимир Потіха (1947—2021).

## Нагороди
За всю свою трудову і наукову діяльність Людмила Іванівна, крім звання Героя Соціалістичної Праці, нагороджена різними урядовими та науковими нагородами: орденом «Трудового Червоного Прапора» (1949), медаллю «За трудову доблесть» (1951) і двома орденами «Знак пошани» (1953, 1958).
Орден Леніна (№ 297534) і Золота медаль «Серп і Молот» (№ 10255)